# Avlösning (strömningsmekanik)
Avlösning är ett strömningsmekaniskt fenomen där turbulenta, återcirkulerande virvlar bildas bakom ett objekt i flödets riktning.
Fluiden accelererar med ett laminärt flöde på framsidan vilket gör att trycket faller (enligt Bernoullis ekvation). Objektets friktion saktar ner fluiden så att trycket ökat. Vid en viss vinkel kring nittio grader (θ=80° vid {\displaystyle 10^{3}\leq Re_{d}\geq 3\cdot 10^{5}}), övergår det laminära flödet turbulenta, återcirkulerande virvlar som bildar ett avlöst område även kallat vakområde eller kölvatten. Detta området blir större ju högre Reynolds tal ({\displaystyle Re_{d}={\rho Ud \over \mu }}) är. Vid {\displaystyle Re_{d}\approx 47} blir avlösningen instabil och börjar svänga. Virvlar bildas som pulserar upp och ned. Fenomenet kallas för von Kármáns virvelgata där vivlarna till och med kan släppa från vakområdet. Detta är anledningen till att man har vindflöjlar på skorstenar. Virvlarna kommer annars lätt i egensvängning vilket kan få hela skorstenen att svänga i fas och knäckas. 
Ett spektakulärt brohaveri inträffade 1940: Tacoma Narrows Bridge där vinden blåste konstant i 19 m/sek under lång tid. Detta skapade en virvelgata som pumpade in så mycket svängningsenergi att bron svajade så mycket att bron utsattes för omväxlande lyftkraft och stall vilket gjorde att bron till slut havererade.

Animation av fenomenet, av Cesareo de La Rosa Siqueira.

Hastighetsprofilen vid avlösning beskrivs av gränskiktsekvationen:
{\displaystyle u{\delta u \over \delta x}+v{\delta u \over \delta y}=U{dU \over dx}+{v\delta ^{2}u \over \delta y^{2}}-{\delta  \over \delta y}{\overline {u\prime v\prime }}}, där {\displaystyle U{dU \over dx}=-{1 \over \rho }{dp \over dx}}
Avlösning ökar strömningsmotståndet vilket nästan alltid är oönskat. Dock kan avlösningen påverkas så att den sker längre bak på föremålet, vilket minskar vakområdet och därmed även strömningsmotståndet.
Faktorer som fördröjer avlösning:
- Minskning av tryckökningen. Detta kan ske med hjälp av exempelvis strömlinjeformning eller ledskenor som riktar flödet. Bilar brukar ibland ha en vinge baktill (s.k. spoiler) vilken stör strömningsfältet så att vakområdet blir mindre.
- Minskning av friktionen genom till exempel inblåsning av en fluid eller genom att använda sig av rörliga ytor.
- Undanskaffning av uppbromsande fluid. Man kan till exempel suga bort delar av fluiden eller störa strömningen med hjälp av ytskrovlighet eller trådar som stör strömningsfältet.

Avlösning förväxlas lätt med omslag som är punkten där laminärt flöde övergår i turbulent strömning utan återcirkulerande virvlar.